# 크리스티네 비에렌달
크리스티네 루이세 비에렌달(스웨덴어: Christine Louise Bjerendal, 1987년 2월 3일~)은 스웨덴의 양궁 선수로 주 종목은 리커브이다. 스웨덴 국가대표 선수로서 2012년, 2016년, 2020년 하계 올림픽에 참가했다.

## 경력
1987년 베스트라예탈란드주 묄른달시의 린도메에서 태어난 비에렌달은 양궁 가문에서 자랐다. 그녀의 아버지 예란과 삼촌 예르트 또한 스웨덴 올림픽 양궁 국가대표로 활동했다.
비에렌달은 1997년에 양궁을 시작했고 2009년부터 스웨덴 양궁 국가대표 선수로 활동하기 시작했다.  그녀는 2010년 5월 이탈리아 로베레토에서 열린 2010년 유럽 선수권에서 17위를 기록했다. 이후 2012년 7월 영국 런던에서 열린 2012년 하계 올림픽에 참가하면서 올림픽에 데뷔했다. 비에렌달은 첫 상대인 일본의 하야카와 렌에게 4-6으로 패해 33위를 기록했다.
2015년 7월 덴마크 코펜하겐에서 열린 2015년 세계 선수권 대회에서 랭킹 라운드에서 41위에 올랐다. 본선에서는 1라운드에서 베트남의 록티다오를 7-3으로 꺾었으며 다음 상대인 아제르바이잔의 올가 세뉴크에게 패했다.
2016년 8월 비에렌달은 리우데자네이루에서 열린 두 번째 올림픽에 참가하여 랭킹 라운드 17위를 차지했고, 본선 2회전에서 조선민주주의인민공화국의 강은주에게 2-6으로 패했다.
비에렌달은 2019년 6월 네덜란드 스헤르토헨보스에서 열린 2019년 세계 선수권 대회에 참가했다. 이 대회는 2020년 하계 올림픽 여자부 본선 출전권 3장이 걸려 있었다. 그녀는 2차 쿼터 토너먼트 경기에서 덴마크의 마야 야게르를 꺾고 올림픽 출전권를 획득했다. 그녀는 이 대회에서 최종 9위에 올랐다.
2021년 7월 일본 도쿄에서 열린 2020년 하계 올림픽에 참가한 비에렌달은 랭킹 라운드에서 55위에 올랐다. 그녀는 본선 개인전 1차전에서 이탈리아의 키아라 레발리아티에게 2-6으로 패했다.